# Теудигизел
Теудигизел (Theudigisel, лат.: Theudigisclus; † декември 549 в Севиля) е крал на вестготите от юни 548 до декември 549 г. в Испания.
Възможно е да е син на Теодахад (крал на остготите, 534 – 536 г.), син на Амалафрида, сестрата на Теодорих Велики. Майка му тогава е Готелиндис, а сестра му e Теоденанта.
Но това е само хипотеза.
През 549 г. Теудигизел е избран за крал след убийството на Теудис (531 – 548).
След една година и половина той е убит на един банкет. Крал става Агила I (549 – 555).